# Кербі (Техас)
Кербі (англ. Kirby) — місто (англ. city) в США, в окрузі Беар штату Техас. Населення — 8142 особи (2020).

## Географія
Кербі розташоване за координатами 29°27′41″ пн. ш. 98°23′9″ зх. д. / 29.46139° пн. ш. 98.38583° зх. д. (29.461430, -98.385889).  За даними Бюро перепису населення США в 2010 році місто мало площу 5,00 км², з яких 4,88 км² — суходіл та 0,12 км² — водойми.

## Демографія
Згідно з переписом 2010 року, у місті мешкало 8000 осіб у 2826 домогосподарствах у складі 2075 родин. Густота населення становила 1599 осіб/км².  Було 3052 помешкання (610/км²).
Расовий склад населення:
| - 63,1 % — білих - 14,6 % — чорних або афроамериканців - 1,6 % — азіатів - 1,1 % — корінних американців - 0,3 % — вихідців з тихоокеанських островів - 16,2 % — осіб інших рас |

До двох чи більше рас належало 3,1 %. Частка іспаномовних становила 52,6 % від усіх жителів.
За віковим діапазоном населення розподілялося таким чином: 27,4 % — особи молодші 18 років, 59,4 % — особи у віці 18—64 років, 13,2 % — особи у віці 65 років та старші. Медіана віку мешканця становила 36,7 року. На 100 осіб жіночої статі у місті припадало 94,4 чоловіків;  на 100 жінок у віці від 18 років та старших — 90,7 чоловіків також старших 18 років.
Середній дохід на одне домашнє господарство  становив 54 553 долари США (медіана — 48 303), а середній дохід на одну сім'ю — 62 888 доларів (медіана — 56 600). Медіана доходів становила 37 447 доларів для чоловіків та 27 298 доларів для жінок. За межею бідності перебувало 12,0 % осіб, у тому числі 22,8 % дітей у віці до 18 років та 3,7 % осіб у віці 65 років та старших.
Цивільне працевлаштоване населення становило 3941 особа. Основні галузі зайнятості: мистецтво, розваги та відпочинок — 20,8 %, освіта, охорона здоров'я та соціальна допомога — 15,8 %, роздрібна торгівля — 12,3 %, виробництво — 11,8 %.